# 奥尔德鲁普
奥尔德鲁普是德国石勒苏益格－荷尔斯泰因州的一个市镇。总面积9.94平方公里，总人口438人，其中男性233人，女性205人（2011年12月31日），人口密度44人/平方公里。